# Hello Little Girl
«Hello Little Girl» (с англ. — «Привет, крошка») — первая песня, написанная Джоном Ленноном. Песня была написана в 1957 году; согласно Леннону, источником вдохновения послужила одна из старых песен «тридцатых или сороковых», которые ему пела его мать.
«Hello Little Girl» стала одной из трёх оригинальных песен «Битлз», звучавших на прослушивании группы у лейбла Decca 1 января 1962 года. В той записи участвовали: Джон Леннон (вокал, ритм-гитара), Пол Маккартни (подголоски, бас-гитара), Джордж Харрисон (соло-гитара), Пит Бест (ударные). Запись песни, выполненная во время данного прослушивания, была опубликована в 1995 году на альбоме Anthology 1. Кроме того, на бутлегах имеет хождение домашняя демоверсия, записанная группой в начале 1960-х годов совместно со Стюартом Сатклиффом (который играл на бас-гитаре).
3 июля 1963 года песня была записана британской группой The Fourmost (в студии «Эбби Роуд» под руководством Джорджа Мартина; участники «Битлз» присутствовали во время записи). 17 июля того же года в той же студии была записана ещё одна версия песни, на этот раз группой Gerry & The Pacemakers. Вторая версия не удовлетворила руководство студии, поэтому именно версия The Fourmost была выпущена в виде сингла 30 августа 1963 года (с композицией «Just In Case» на стороне «Б»), при этом авторство песни было обозначено как «McCartney — Lennon». Сингл стал дебютным для The Fourmost и достиг 9 позиции в британских хит-парадах. Данная версия вошла также в компиляционный альбом The Songs Lennon and McCartney Gave Away, выпущенный в 1971 году.
Песня фигурирует в художественном биографическом фильме «Стать Джоном Ленноном», а именно в эпизоде, где Леннон поёт её Маккартни, осуществляя запись на небольшой катушечный магнитофон.
В 1982 году свою версию «Hello Little Girl» предложил голландский певец Бас Мёйс (нидерл. Bas Muijs), участник группы Stars on 45, имитатор вокала Леннона. Его альбом называется Lennon & McCartney Secret Songs (Never Issued).